# لئونارد ادیسون
لئونارد ادیسون (انگلیسی: Leonard Addison; ۲۷ سپتامبر ۱۹۰۲ – ۳۰ مهٔ ۱۹۷۵) فرد نظامی اهل بریتانیا بود. وی همچنین برندهٔ جوایزی همچون نشان امپراتوری بریتانیا شده‌است.